# Brynjulf Bull
Brynjulf Friis Bull, född 17 oktober 1906 i Kristiania (nuvarande Oslo), död 18 juni 1993, var en norsk jurist, advokat och politiker för Arbeiderpartiet.
Som politiker representerade han (med smeknamnet Sitting Bull) under många år Arbeiderpartiet som Oslo stadsfullmäktiges vice ordförande och ordförande åren 1951–55, 1960–61 och 1964–75.
Han tilldelades St. Hallvardsmedaljen 1976. Bull var bror till historikern och politikern Trygve Bull och far till statssekreteraren Bernt Bull.